# Marliac
Marliac är en kommun i departementet Haute-Garonne i regionen Occitanien i södra Frankrike. Kommunen ligger i kantonen Cintegabelle som tillhör arrondissementet Muret. År 2022 hade Marliac 132 invånare.

## Befolkningsutveckling
Antalet invånare i kommunen Marliac
Referens:INSEE